# Japans Grand Prix
Japans Grand Prix er et Formel 1-løb som første gang blev arrangeret på Fuji Speedway i 1976. Det blev gentaget året efter men fik derefter en pause frem til 1987, da løbet blev kørt på Suzuka-banen, som var vært for løbet frem til 2006. I 2007 fik Fuji Speedway igen æren af at holde Japans Grand Prix, men efter to år på Fuji vendte Suzuka-banen tilbage som arrangør af Japans Grand Prix i 2009.

## Vindere af Japans Grand Prix
| År          | Kører              | Konstruktør          | Bane            | Rapport         |
| ----------- | ------------------ | -------------------- | --------------- | --------------- |
| 2022        | Max Verstappen     | Red Bull Racing-RBPT | Suzuka          | Rapport         |
| 2021        | Aflyst             | Aflyst               | Aflyst          | Aflyst          |
| 2020        | Aflyst             | Aflyst               | Aflyst          | Aflyst          |
| 2019        | Valtteri Bottas    | Mercedes             | Suzuka          | Rapport         |
| 2018        | Lewis Hamilton     | Mercedes             | Suzuka          | Rapport         |
| 2017        | Lewis Hamilton     | Mercedes             | Suzuka          | Rapport         |
| 2016        | Nico Rosberg       | Mercedes             | Suzuka          | Rapport         |
| 2015        | Lewis Hamilton     | Mercedes             | Suzuka          | Rapport         |
| 2014        | Lewis Hamilton     | Mercedes             | Suzuka          | Rapport         |
| 2013        | Sebastian Vettel   | Red Bull-Renault     | Suzuka          | Rapport         |
| 2012        | Sebastian Vettel   | Red Bull-Renault     | Suzuka          | Rapport         |
| 2011        | Jenson Button      | McLaren-Mercedes     | Suzuka          | Rapport         |
| 2010        | Sebastian Vettel   | Red Bull-Renault     | Suzuka          | Rapport         |
| 2009        | Sebastian Vettel   | Red Bull-Renault     | Suzuka          | Rapport         |
| 2008        | Fernando Alonso    | Renault              | Fuji            | Rapport         |
| 2007        | Lewis Hamilton     | McLaren-Mercedes     | Fuji            | Rapport         |
| 2006        | Fernando Alonso    | Renault              | Suzuka          | Rapport         |
| 2005        | Kimi Räikkönen     | McLaren-Mercedes     | Suzuka          | Rapport         |
| 2004        | Michael Schumacher | Ferrari              | Suzuka          | Rapport         |
| 2003        | Rubens Barrichello | Ferrari              | Suzuka          | Rapport         |
| 2002        | Michael Schumacher | Ferrari              | Suzuka          | Rapport         |
| 2001        | Michael Schumacher | Ferrari              | Suzuka          | Rapport         |
| 2000        | Michael Schumacher | Ferrari              | Suzuka          | Rapport         |
| 1999        | Mika Häkkinen      | McLaren-Mercedes     | Suzuka          | Rapport         |
| 1998        | Mika Häkkinen      | McLaren-Mercedes     | Suzuka          | Rapport         |
| 1997        | Michael Schumacher | Ferrari              | Suzuka          | Rapport         |
| 1996        | Damon Hill         | Williams-Renault     | Suzuka          | Rapport         |
| 1995        | Michael Schumacher | Benetton-Renault     | Suzuka          | Rapport         |
| 1994        | Damon Hill         | Williams-Renault     | Suzuka          | Rapport         |
| 1993        | Ayrton Senna       | McLaren-Cosworth     | Suzuka          | Rapport         |
| 1992        | Riccardo Patrese   | Williams-Renault     | Suzuka          | Rapport         |
| 1991        | Gerhard Berger     | McLaren-Honda        | Suzuka          | Rapport         |
| 1990        | Nelson Piquet      | Benetton-Cosworth    | Suzuka          | Rapport         |
| 1989        | Alessandro Nannini | Benetton-Cosworth    | Suzuka          | Rapport         |
| 1988        | Ayrton Senna       | McLaren-Honda        | Suzuka          | Rapport         |
| 1987        | Gerhard Berger     | Ferrari              | Suzuka          | Rapport         |
| 1986 - 1978 | Ikke arrangeret    | Ikke arrangeret      | Ikke arrangeret | Ikke arrangeret |
| 1977        | James Hunt         | McLaren-Cosworth     | Fuji            | Rapport         |
| 1976        | Mario Andretti     | Lotus-Cosworth       | Fuji            | Rapport         |